# Gorgonocephalus dolichodactylus
Gorgonocephalus dolichodactylus is een slangster uit de familie Gorgonocephalidae.
De wetenschappelijke naam van de soort werd in 1911 gepubliceerd door Ludwig Döderlein.